# 1966
1966 (MCMLXVI) je bilo navadno leto, ki se je po gregorijanskem koledarju začelo na soboto.

## Dogodki
- 1. januar - Jean-Bedel Bokassa prevzame oblast v Srednjeafriški republiki z državnim udarom.
- 10. januar - s podpisom mirovnega sporazuma v Taškentu se konča druga kašmirska vojna med Indijo in Pakistanom.
- 11. januar - v operativno uporabo pride ameriško izvidniško letalo Lockheed SR-71 »Blackbird«.
- 15. januar - v državnem udaru v Nigeriji pride na oblast vojaška hunta.
- 17. januar - po trčenju ameriškega strateškega bombnika B-52 in letečega tankerja padejo tri vodikove bombe blizu vasi Palomares v Španiji in še ena v morje.
- 19. januar - Indira Gandhi postane ministrska predsednica Indije.
- 3. februar - sovjetsko vesoljsko plovilo Luna 9 opravi prvi kontroliran pristanek na Luni.
- 14. februar - Avstralski dolar zamenja Avstralski funt kot avstralska valuta
- 1. marec - sovjetska vesoljska sonda Venera 3 pade na Venero in postane prvi predmet človeške izdelave, ki je pristal na drugem planetu.
- 11. marec - indonezijski predsednik Sukarno preda vso izvršno oblast generalu Suhartu.
- 27. marec - 20.000 budistov v Južnem Vietnamu protestira proti politiki vojaške vlade.
- 21. april - Haile Selassie I. prvič obišče Jamajko in se sreča z voditelji rastafarijanstva.
- 30. april - Anton LaVey ustanovi Satanovo Cerkev v San Franciscu.
- 16. maj - z razglasom Komunistične partije Kitajske se prične kulturna revolucija na Kitajskem.
- 26. maj - Gvajana postane neodvisna država.
- 28. junij - vojaška hunta v državnem udaru v Argentini odstavi predsednika Artura Umberta Illio in nastavi generala Juana Carlosa Onganío na oblast.
- 29. junij - vietnamska vojna: ameriška letala pričnejo bombardirati Hanoj in Hajfong.
- 30. junij - Francija izstopi iz zveze NATO.
- 11. – 30. julij - v Angliji poteka Svetovno prvenstvo v nogometu.
- 5. avgust - v New Yorku je položen temeljni kamen za World Trade Center.
- 13. avgust - v potresu v kraju Varto, provinca Muş, Turčija, umre preko 2000 ljudi, 10.000 je ranjenih.
- 24. avgust - ameriška rock skupina The Doors izda svoj prvi album.
- 1. september - potniško letalo na letu 105 družbe Britannia Airways strmoglavi med približevanjem brniškemu letališču, pri čemer umre 98 ljudi na krovu, najhujša letalska nesreča na ozemlju današnje Slovenije.
- 30. september -
  - Bocvana postane neodvisna država
  - Baldur von Schirach in Albert Speer sta izpuščena iz zapora Spandau.
- 4. oktober - britanska kolonija Basutoland se osamosvoji in prevzame ime Lesoto.
- 5. oktober - UNESCO sprejme dokument Priporočila o položaju učiteljev, kar danes obeležujemo kot svetovni dan učiteljev.
- 30. november - Barbados postane neodvisna država
- 1. december - Kurt Georg Kiesinger postane zahodnonemški kancler.
- neznan datum - na Združenem inštitutu za jedrske raziskave v Dubni (SSSR) prvič sintetizirajo kemijski element raderfordij

## Rojstva
- 1. januar - Ivica Dačić, srbski politik
- 8. januar - Romana Jordan, slovenska fizičarka in političarka, nekdanja evropska poslanka
- 29. januar - Romário, brazilski nogometaš
- 5. februar - Rok Petrovič, slovenski alpski smučar († 1993)
- 6. februar - Rick Astley, britanski glasbenik, pevec in tekstopisec
- 11. februar - Roman Kejžar, slovenski atlet
- 19. marec - Anja Rupel, slovenska pop pevka, radijska napovedovalka in novinarka
- 4. april - Finn Christian Jagge, norveški alpski smučar
- 7. april - Béla Mavrák, madžarski tenorist
- 11. april - Lisa Stansfield, angleška pevka
- 13. maj - Uroš Seljak, slovenski astrofizik in kozmolog
- 15. maj - Jiří Němec, češki nogometaš
- 16. maj - Janet Jackson, ameriška pevka
- 24. maj - Eric Cantona, francoski nogometaš, filmski igralec in trener
- 26. maj - Helena Bonham Carter, angleška igralka
- 13. junij - Grigorij Jakovljevič Perelman, ruski matematik
- 28. junij - John Cusack, ameriški igralec
- 7. avgust - Jimmy Wales, ameriški poslovnež
- 17. avgust - Rodney Mullen, ameriški rolkar
- 2. september - Olivier Panis, francoski dirkač Formule 1
- 27. september - Matjaž Zupan, slovenski smučarski skakalec in trener
- 9. oktober - David Cameron, britanski politik
- 20. oktober - Abu Musab al-Zarkavi, jordanski islamist in terorist († 2006)
- 24. oktober - Roman Abramovič, ruski poslovnež
- 3. november - Ilinka Todorovski, novinarka in publicistka
- 8. november - Gordon Ramsay, škotski kuharski mojster in televizijski voditelj
- 11. november - Benedicta Boccoli, italijanska gledališka in filmska igralka
- 8. december - Sinéad O'Connor, irska pevka
- 13. december - Jure Zdovc, slovenski košarkar in trener
- 19. december - Alberto Tomba, italijanski alpski smučar
- 30. december - Lučka Počkaj, slovenska gledališka in filmska igralka

## Smrti
- 1. januar - Vincent Auriol, francoski politik (* 1884)
- 6. januar - Slavko Pengov, slovenski slikar (* 1908)
- 14. januar - Sergej Pavlovič Koroljov, ruski raketni inženir (* 1907)
- 31. januar - Dirk Brouwer, nizozemsko-ameriški astronom, geofizik (* 1902)
- 1. februar - Buster Keaton, ameriški igralec in režiser (* 1895)
- 20. februar - Chester William Nimitz, ameriški admiral (* 1885)
- 5. marec - Ana Andrejevna Ahmatova, ruska pesnica, pisateljica, literarna zgodovinarka, literarna kritičarka in prevajalka (* 1889)
- 10. marec - Frits Zernike, nizozemski fizik, nobelovec (* 1888)
- 11. marec - Josip Korošec, slovenski arheolog (* 1909)
- 10. april - Evelyn Waugh, angleški pisatelj (* 1903)
- 13. april - Abdul El Salem Mohamed Aref, iraški maršal in politik (* 1921)
- 8. junij - Anton Melik, slovenski geograf (* 1890)
- 20. junij - 
  - Marjan Kozina, slovenski skladatelj (* 1907)
  - Georges Lemaître, belgijski teolog, astronom, matematik (* 1894)
- 30. junij - Giuseppe Farina, italijanski dirkač Formule 1 (* 1906)
- 12. julij - Daisecu Teitaro Suzuki, japonski budistični filozof (* 1870)
- 23. julij - Montgomery Clift, ameriški igralec (* 1920)
- 5. avgust - Mihajlo Rostohar, slovenski psiholog in politik (* 1878)
- 6. september - Hendrik Frensch Verwoerd, južnoafriški politik (* 1901)
- 21. september - Paul Reynaud, francoski politik (* 1878)
- 18. oktober - Elizabeth Arden, kanadsko-ameriška poslovnica (* 1884)
- 2. november - Peter Joseph William Debye, nizozemsko-ameriški fizik in kemik, nobelovec (* 1884)
- 2. december - L. E. J. Brouwer, nizozemski matematik in filozof (* 1881)
- 15. december - Walt Disney, ameriški producent, režiser, scenarist, igralec, animator, podjetnik in filantrop (* 1901)
- 27. december - Ernest Watson Burgess, ameriški sociolog (* 1886)

## Nobelove nagrade
- Fizika - Alfred Kastler
- Kemija - Robert Sanderson Mulliken
- Fiziologija ali medicina - Peyton Rous, Charles Brenton Huggins
- Književnost - Shmuel Yosef Agnon, Nelly Sachs
- Mir - ni bila podeljena